# Embalse del Renegado
El embalse del Renegado es un embalse situado en el término municipal de la ciudad autónoma de Ceuta.
Fue inaugurado en 1972 y es la primera de la presas construidas para el abastecimiento de Ceuta, junto con la del embalse del Infierno. 
Al igual que éste, su gestión depende de la Confederación Hidrográfica del Guadalquivir. Su uso se destina al consumo a la población de la Ciudad Autónoma de Ceuta.